# Vuosaari (stacja metra)
Vuosaari (szw. Nordsjö) – naziemna stacja końcowa południowego odgałęzienia metra helsińskiego (Itäkeskus – Vuosaari), obsługująca dzielnicę Vuosaari we wschodnich Helsinkach. Została otwarta 31 sierpnia 1998 roku, a więc dużo później niż większość stacji w sieci. Projekt wykonało biuro architektoniczne Esa Piironen Oy.
Poprzednią stacją jest Rastila.
Od Vuosaari wybudowana w 2011 roku linia techniczna o długości 1,4 km do portu Vuosaari. Łączy ona sieć metra z siecią kolejową oraz jest wykorzystywana przy transporcie materiałów i maszyn niezbędnych do budowy metra zachodniego (Länsimetro). Stanowi też znacznie krótszą alternatywę do dotychczasowej linii serwisowej wiodącej przez dzielnicę Viikki.
15 lutego 2012 rozpoczęły się testy wybudowanych na stacji pierwszych w Helsinkach drzwi peronowych.